# Kaźmierów (Mazovie)
Kaźmierów [karˈvɔvɔ] est un village polonais de la gmina de Sochaczew dans le powiat de Sochaczew et dans la voïvodie de Mazovie.